# Manuel Martos Bacarizo
Manuel Martos Bacarizo (El Ejido, 31 de octubre de 2000) es un deportista de España que compite en natación. Ganó una medalla de plata en los Juegos Olímpicos de la Juventud de 2018, en la prueba de 200 m espalda.
Estudió Ingeniería Mecánica en la Universidad del Noroeste.